# Winnen
Winnen település Németországban, Rajna-vidék-Pfalz tartományban. Lakosainak száma 517 fő (2023. december 31.).

## Népesség
A település népességének változása:
| Lakosok száma | 368  | 501  | 488  | 506  | 521  | 517  |
|               | 1975 | 2017 | 2019 | 2021 | 2022 | 2023 |